# Wiktor Chochriakow
Wiktor Iwanowicz Chochriakow (ros. Виктор Иванович Хохряков, ur. 16 lipca?/29 lipca 1913 w Ufie, zm. 20 września 1986 w Moskwie) – radziecki aktor filmowy, Ludowy Artysta ZSRR (1973).

## Życiorys
Urodził się 26 czerwca (13 starego stylu) 1913 roku w Ufie. W 1933 roku ukończył leningradzkie technikum teatralne i podjął pracę w charkowskim rosyjskim teatrze dramatycznym, gdzie pracował do 1940 roku. W okresie 1940–1953 był zatrudniony w moskiewskim centralnym teatrze, a następnie w Małym Teatrze. Pracował także w radiu.
Pochowany na Cmentarzu Wagańkowskim w Moskwie.

## Wybrana filmografia
- 1946: W imię życia[3] jako Władimir Pietrow (chirurg)
- 1948: Młoda gwardia jako komunista Procenko
- 1954: Psotnicy jako Igor Aleksandrowicz
- 1961: A jeśli to miłość? jako ojciec Borysa
- 1973: Lisica i zając jako narrator (głos)

## Nagrody
- Nagroda Stalinowska I stopnia (1949)
- Nagroda Stalinowska III stopnia (1951)
- Order Rewolucji Październikowej (1974)
- Order Czerwonego Sztandaru Pracy (1983)
- Order „Znak Honoru” (dwukrotnie, 1945 i 1950)
- Medal „Za ofiarną pracę w Wielkiej Wojnie Ojczyźnianej 1941–1945”
- Medal 800-lecia Moskwy (1947)[4]